# Ricardo Elmont
Ricardo Elmont (* 16. September 1954 in Paramaribo; † 2. September 2013 in Amsterdam) war ein surinamischer Judoka.
Elmont war 1976 in Montreal Mitglied der surinamischen Olympiamannschaft. Er belegte bei den Judowettbewerben im Mittelgewicht (bis 80 kg) Rang 9. Elmont war nach Iwan Blijd der zweite Judoka aus Suriname, der bei den Olympischen Spielen teilnahm.
Er war Vater von Guillaume Elmont und Dex Elmont, die beide als Judoka bei den Olympischen Spielen für die Niederlande starteten.